# Орельяна, Сабина
Сабина Орельяна Крус (исп. Sabina Orellana Cruz; род. в 1970) — боливийская профсоюзная и политическая деятельница кечуанского происхождения, занимавшая пост министра культуры, деколонизации и депатриархализации при президенте Луисе Арсе с 2020 по 2024 год. Член Конфедерации коренных женщин Бартолины Сисы.

## Биография
Сабина Орельяна родилась в 1970 году. По происхождению кечуа, она выросла в Вакасе (Кочабамба). С 1993 по 2004 год Орельяна работала репортером Радио Чуалаке, занимаясь вопросами окружающей среды, муниципалитетов, образования, здравоохранения и гендера. Кроме того, она взяла на себя обязанности руководительницы Департаментской федерации женщин Кочабамбы.
С 2005 по 2008 год Орельяна была ведущим членом Конфедерации женщин им. Бартолины Сиса. С 1995 года она была членом фракции Ассамблеи за суверенитет народов (ASP), которая в конечном итоге откололась в Движение к социализму (MAS).

## Министр культуры
20 ноября 2020 года президент Луис Арсе восстановил Министерство культуры и туризма, которое было распущено предыдущей администрацией Жанин Аньес 4 июня. Министерство было переименовано в Министерство культуры, деколонизации и депатриархализации с заявленным намерением «обратить вспять неравенство между национальностями, а также между мужчинами и женщинами». Орельяна была назначена главой министерства, что сделало её единственной представительницей коренных народов в кабинете Арсе.

### Политические позиции
Через несколько минут после приведения к присяге на министерскую должность Орельяна объявила о начале расследования против групп Unión Juvenil Cruceñista (UJC) и Resistencia Juvenil Cochala (RJC) за причастность к расизму и дискриминации в отношении женщин из числа коренных народов в 2019—2020 годах. Кроме того, Орельяна заявила, что во время своего пребывания в министерстве она будет работать над продвижением випалы как национального символа, сожалея, что эти флаги сжигались во время кризиса 2019 года после отставки президента Эво Моралеса.
19 мая 2021 года Орельяна публично обратилась к Министерству иностранных дел Боливии с просьбой разорвать отношения между Боливией и США, заявив, что правительство в Вашингтоне «нападает на суверенитет Боливии». Несмотря на это, год спустя она присутствовала на церемонии в посольстве США, на которой американские власти возвращали керамические артефакты доколумбовой эпохи, украденные из Боливии.
Она была уволена президентом Арсе в марте 2024 года и заменена Эсперансой Геварой.